# Uczciwa gra
Uczciwa gra (oryg. Fair Game) – amerykański dramat biograficzny zrealizowany w koprodukcji z Zjednoczonymi Emiratami Arabskimi, w reżyserii Douga Limana z 2010 roku. Adaptacja autobiografii Valerii Plame pt. Fair Game: My Life as a Spy, My Betrayal by the White House i książki Josepha C. Wilsona The Politics of Truth: Inside the Lies that Led to War and Betrayed My Wife's CIA Identity: A Diplomat's Memoir.
Światowa premiera filmu nastąpiła 20 maja 2010 roku, podczas 63. Międzynarodowego Festiwalu Filmowego w Cannes, gdzie film był wyświetlany w Konkursie Głównym. Polska premiera filmu nastąpiła 27 maja 2011 roku; film do polskich kin wprowadził dystrybutor Monolith Films.

## Fabuła
Valerie Plame, to była agentka CIA, która zostaje ujawniona przez zwierzchników po tym, jak jej mąż Joseph C. Wilson, były ambasador oskarża administrację amerykańską na łamach New York Timesa o kłamstwo i manipulację w sprawie posiadania przez Irak broni nuklearnej, co było przyczyną okupowania Iraku przez Amerykanów. Plame wraz z mężem złożyła pozew do sądu.

## Obsada
- Naomi Watts jako Valerie Plame
- Sean Penn jako Joseph C. Wilson
- Noah Emmerich jako Bill
- Ty Burrell jako Fred
- Sam Shepard jako Sam Plame
- Bruce McGill jako James Pavitt
- Brooke Smith jako Diana
- Michael Kelly jako Jack
- Khaled El Nabawy jako Hamed
- David Denman jako Dave
- David Andrews jako Scooter Libby
- Geoffrey Cantor jako Ari Fleischer
- Adam LeFevre jako Karl Rove
- Nassar jako Pan Tabir
- Satya Bhabha jako Jason Neal

i inni

## Nagrody i nominacje
62. Międzynarodowy Festiwal Filmowy w Cannes
- nominacja: Złota Palma − Doug Liman

15. ceremonia wręczenia Satelitów
- nominacja: najlepsza aktorka w filmie dramatycznym − Naomi Watts
- nominacja: najlepszy aktor drugoplanowy − Sean Penn
- nominacja: najlepszy scenariusz adaptowany − Jez Butterworth i John-Henry Butterworth